# Tandem Computers
Tandem Computers — американская компания, выпускавшая в 1980-е — 2000-е годы отказоустойчивые компьютерные системы для сетей банкоматов, банков, фондовых бирж, телекоммуникационных предприятий, где требовалось максимальное время непрерывной работы и полное исключение потери данных.

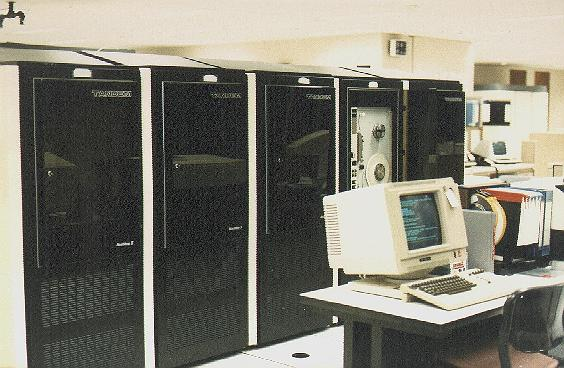
Tandem NonStop II System

Основана в 1974 году в Купертино (Калифорния, США). Свой первый компьютер T/16 («NonStop») компания поставила в Citibank в мае 1976 года. В 1981 году первая электронная биржа INTEX использовала компьютер Tandem для проведения электронных торгов. В том же году на компьютеры Tandem NonStop перешла биржа NASDAQ. В 1985 году — Чикагская товарная биржа; в 1989 году — Чикагская биржа фьючерсов и опционов CBOT; в 2001 году — Лондонская фондовая биржа.
Наибольшее распространение системы получили в конце 1980-х — начале 1990-х годов. Вплоть до начала 1990-х годов использовались CISC-процессоры собственной разработки, после чего системы переведены на стандартные RISC-процессоры MIPS. Для обеспечения надёжности применялось полное дублирование компонентов, фактически комплекс являлся набором независимых серверных узлов, а операционная система обеспечивала дублирование всех системных и прикладных процессов таким образом, чтобы в случае сбоя процесс продолжался под управлением другого узла. Комплексы работали под управлением специализированной операционной системы, для которой были разработаны компиляторы основных языков (в том числе Си и Кобола) и специализированная СУБД NonStop SQL.
В 1997 году компания поглощена корпорацией Compaq за $3 млрд. В 2002 году Compaq в свою очередь была приобретена компанией Hewlett-Packard. По состоянию на 2020-е годы подразделение, выпускающее отказоустойчивые серверные системы под маркой «NonStop» на процессорах архитектуры x86-64, входит в компанию Hewlett Packard Enterprise.